# Johann Nepomuk Prix

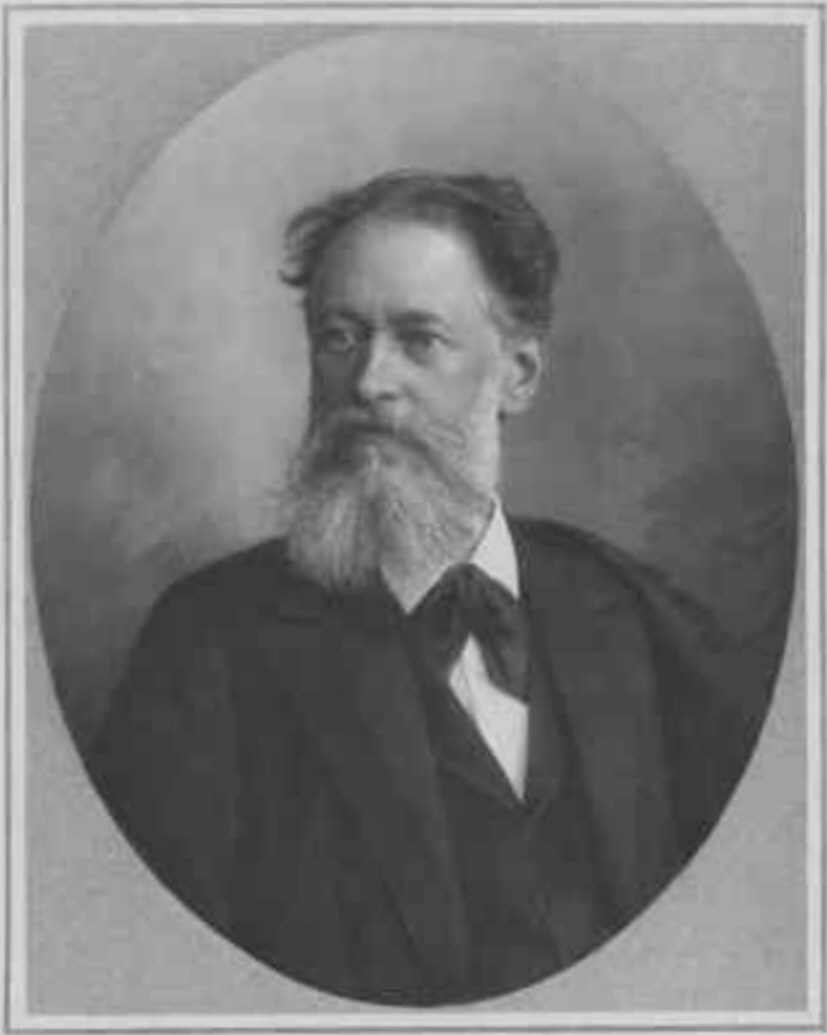
Johann Nepomuk Prix

Johann Nepomuk Prix (* 6. Mai 1836 in Wien; † 25. Februar 1894 in Rekawinkel, Niederösterreich) war ein österreichischer Kommunalpolitiker und Bürgermeister von Wien.
Prix studierte von 1854 bis 1858 Jus an der Universität Wien, wurde 1861 zum Dr. jur. promoviert und war dann Hof- und Gerichtsadvokat. Er war ab 1869 Mandatar im Wiener Gemeinderat (Mitglied des liberalen Fortschrittsklubs) und ab 1882 1. Bürgermeister-Stellvertreter, der von 1883 an im neu eröffneten Wiener Rathaus seinen Sitz hatte. Von 1885 bis zu seinem Tod war er zusätzlich Abgeordneter zum Landtag von Niederösterreich. Am 28. November 1889 wurde er mit kaiserlicher Approbation vom 7. Dezember 1889 zum Bürgermeister von Wien gewählt.
Unter Prix wurde im Dezember 1889 der Linienwall als Steuergrenze zu den 43 Vororten der Stadt am rechten Donauufer aufgehoben. Dies war der erste Schritt zu deren Eingemeindung, die 1890 beschlossen wurde und administrativ am 1. Jänner 1892 (Betriebsaufnahme der Magistratischen Bezirksämter) in Kraft trat: Zu den Bezirken 1–10 kamen die großteils sehr bevölkerungsreichen Bezirke 11–19 dazu. Die Stadt Wien hatte sich damit stark vergrößert. Sozialpolitisch bedeutsam waren die in seiner Ära gegründeten öffentliche „Tröpferlbäder“ – alleine 8 in seiner Regierungszeit. 1910 gab es in Wien 17 solche öffentliche Einrichtungen (denen im Roten Wien der Zwischenkriegszeit zwei weitere folgten).
Prix ließ daher 1891 erstmals Gemeinderatswahlen durchführen, bei denen auch die damals wahlberechtigten Männer der neuen Bezirke wahlberechtigt waren; vom allgemeinen, gleichen  Wahlrecht für beide Geschlechter war man noch fast 30 Jahre entfernt.
1893 wurde auf Prix’ Betreiben ein Bauzonenplan beschlossen und die Bauordnung novelliert. Prix kam politisch in starken Gegensatz zur von Karl Lueger geführten Opposition und trat im Oktober 1893 nach Kritik an finanziellen Transaktionen, die der Gemeinderat nicht beschlossen hatte, zurück. Er wurde wenige Tage später wiedergewählt, verstarb aber drei Monate nach diesen Ereignissen bei einem Ausflug an einem Herzinfarkt.
Wien befand sich in Prix’ Amtsperiode als Bürgermeister in einer stürmischen städtebaulichen Entwicklung: Am Maria-Theresien-Platz ließ der kaiserliche Hof die beiden monumentalen Hofmuseen errichten, die 1889 und 1891 eröffnet wurden. 1892 / 1893 begannen in einer Kooperation von Staat, Land Niederösterreich und Stadt Wien der Bau der Stadtbahn, der vor allem an den Hochbaustrecken das Stadtbild wesentlich verändern sollte, und die Regulierung bzw. Einwölbung des Wienflusses. Wenige Tage nach Prix’ überraschendem Tod begann die vereinbarte Demolierung des Linienwalls, der ehemaligen Steuergrenze der Stadt zu den Vororten. Die Gürtelstraße zwischen den alten und den neuen Bezirken wurde im Westteil komplettiert und ausgebaut.

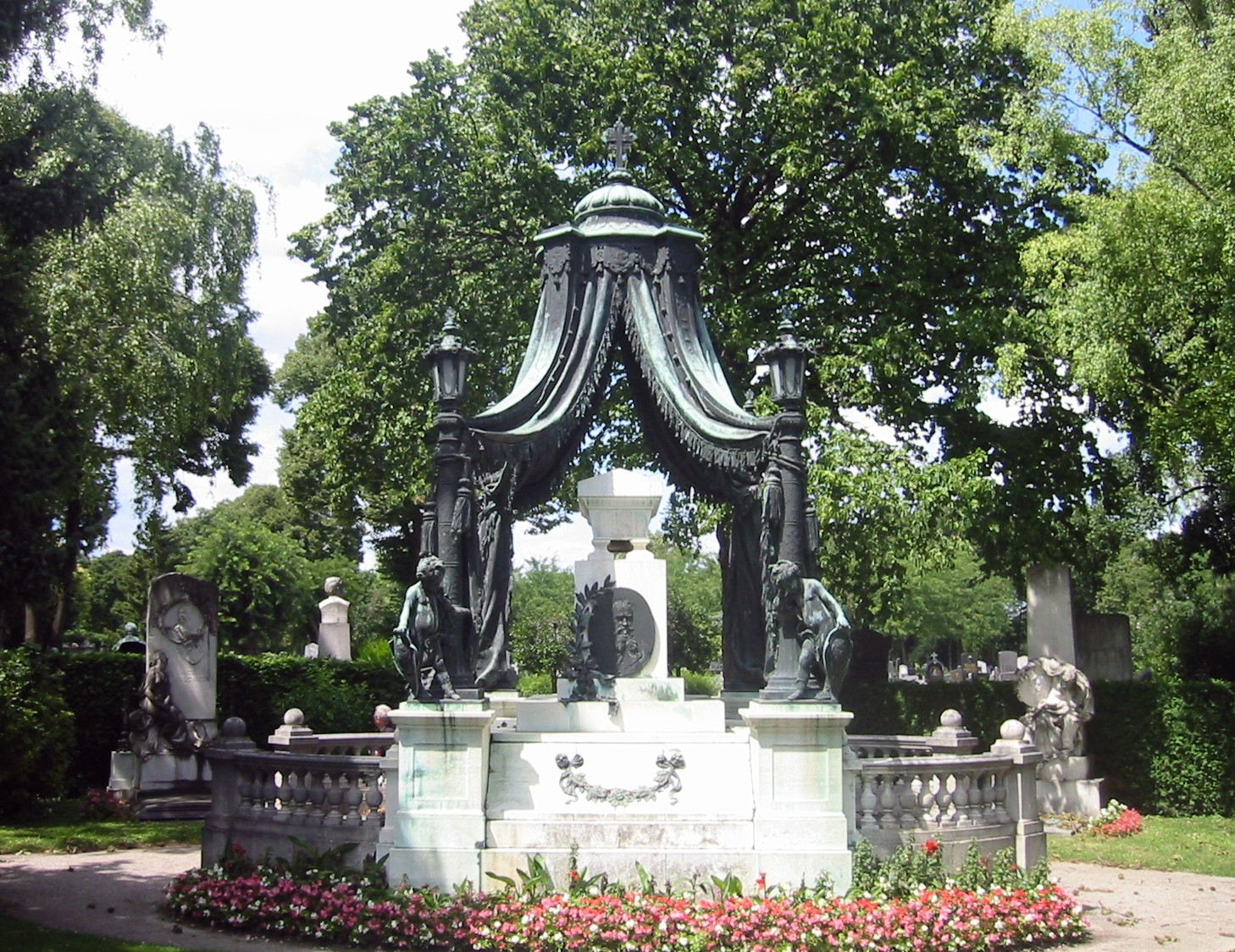
Grabmal von Prix auf dem Wiener Zentralfriedhof

Sein prachtvolles Ehrengrab auf dem Wiener Zentralfriedhof (Gruppe 14 A, Nummer 55) wurde von Viktor Tilgner gestaltet. 1960 wurde in Kagran im 22. Bezirk (das zu Prix’ Lebzeiten noch nicht zu Wien gehört hatte) nahe der Alten Donau die Prixgasse nach dem Bürgermeister benannt.